# Croacia en la Copa Mundial de Fútbol de 2014
La selección de fútbol de Croacia es una de las 32 selecciones que participó en la Copa Mundial de Fútbol de 2014. Fue su cuarta participación en mundiales y primera desde Alemania 2006.
Por tercera vez decepciona y es eliminada en primera ronda tras sólo sumar un triunfo frente a Camerún y dos derrotas frente a Brasil y México.

## Clasificación
Croacia disputó las eliminatorias de la UEFA en el grupo A terminando en segundo lugar a 9 puntos del líder Bélgica lo que le significó jugar la repesca europea contra el segundo del grupo E. Entonces jugó contra Islandia a partidos de ida y vuelta, empató 0 - 0 en Reikiavik y ganó 2 - 0 en Zagreb obteniendo así la clasificación a Brasil 2014.
Una vez culminados los partidos del grupo el entonces entrenador de Croacia Igor Štimac presentó su renuncia al cargo luego de la derrota (2-0) ante Escocia, Štimac argumentó su renuncia sobre la base de los malos resultados que obtuvo en la recta final de las eliminatorias que llevaron a Croacia a terminar en el segundo lugar del grupo e intentar la clasificación al mundial mediante la repesca europea. En esas circunstancias el 16 de octubre de 2013 el presidente de la Federación Croata de Fútbol, Davor Šuker, designó a Niko Kovač como técnico interino de la selección para afrontar la repesca europea contra Islandia. Croacia logró superar esta instancia y clasificar al mundial bajo el mando de Kovač que luego fue confirmado como el entrenador que dirigirá en Brasil 2014.

### Grupo A
| Equipo              | Pts | PJ | PG | PE | PP | GF | GC | Dif |
| ------------------- | --- | -- | -- | -- | -- | -- | -- | --- |
| Bélgica             | 26  | 10 | 8  | 2  | 0  | 18 | 4  | 14  |
| Croacia             | 17  | 10 | 5  | 2  | 3  | 12 | 9  | 3   |
| Serbia              | 14  | 10 | 4  | 2  | 4  | 18 | 11 | 7   |
| Escocia             | 11  | 10 | 3  | 2  | 5  | 8  | 12 | -4  |
| Gales               | 10  | 10 | 3  | 1  | 6  | 9  | 20 | -11 |
| Macedonia del Norte | 7   | 10 | 2  | 1  | 7  | 7  | 16 | -9  |

| Fecha                    | Lugar    |           |                                | Resultado |                                |           |
| ------------------------ | -------- | --------- | ------------------------------ | --------- | ------------------------------ | --------- |
| 7 de septiembre de 2012  | Zagreb   | Croacia   | Bandera de Croacia             | 1:0 (0:0) | Bandera de Macedonia del Norte | Macedonia |
| 11 de septiembre de 2012 | Bruselas | Bélgica   | Bandera de Bélgica             | 1:1 (1:1) | Bandera de Croacia             | Croacia   |
| 12 de octubre de 2012    | Skopje   | Macedonia | Bandera de Macedonia del Norte | 1:2 (1:1) | Bandera de Croacia             | Croacia   |
| 16 de octubre de 2012    | Osijek   | Croacia   | Bandera de Croacia             | 2:0 (1:0) | Bandera de Gales               | Gales     |
| 22 de marzo de 2013      | Zagreb   | Croacia   | Bandera de Croacia             | 2:0 (2:0) | Bandera de Serbia              | Serbia    |
| 26 de marzo de 2013      | Swansea  | Gales     | Bandera de Gales               | 1:2 (1:0) | Bandera de Croacia             | Croacia   |
| 7 de junio de 2013       | Zagreb   | Croacia   | Bandera de Croacia             | 0:1 (0:1) | Bandera de Escocia             | Escocia   |
| 6 de septiembre de 2013  | Belgrado | Serbia    | Bandera de Serbia              | 1:1 (0:0) | Bandera de Croacia             | Croacia   |
| 11 de octubre de 2013    | Zagreb   | Croacia   | Bandera de Croacia             | 1:2 (0:2) | Bandera de Bélgica             | Bélgica   |
| 15 de octubre de 2013    | Glasgow  | Escocia   | Bandera de Escocia             | 2:0 (1:0) | Bandera de Croacia             | Croacia   |

### Repesca europea
| 15 de noviembre de 2013 | Islandia | 0:0     | Croacia | Laugardalsvöllur, Reikiavik                                         |                                                                     |
|                         |          | Reporte |         | Asistencia: 9.767 espectadores Árbitro(s): Alberto Undiano Mallenco | Asistencia: 9.767 espectadores Árbitro(s): Alberto Undiano Mallenco |

| 19 de noviembre de 2013 | Croacia                  | 2:0 (1:0) | Islandia | Estadio Maksimir, Zagreb                                  |                                                           |
|                         | Mandžukić 27' · Srna 47' | Reporte   |          | Asistencia: 22.612 espectadores Árbitro(s): Björn Kuipers | Asistencia: 22.612 espectadores Árbitro(s): Björn Kuipers |

### Goleadores
| Jugador         | Goles | PJ |
| --------------- | ----- | -- |
| Mario Mandžukić | 4     | 12 |
| Eduardo         | 2     | 7  |
| Nikica Jelavić  | 1     | 6  |
| Niko Kranjčar   | 1     | 6  |
| Dejan Lovren    | 1     | 7  |
| Ivica Olić      | 1     | 7  |
| Vedran Ćorluka  | 1     | 9  |
| Ivan Perišić    | 1     | 10 |
| Ivan Rakitić    | 1     | 10 |
| Darijo Srna     | 1     | 11 |

## Preparación

### Campamento base
En diciembre de 2013 la Federación Croata de Fútbol anunció que la sede del campamento base de su selección de fútbol será la ciudad de Mata de São João en el estado de Bahía. El complejo hotelero Tivoli Ecoresort Praia Do Forte será el lugar de alojamiento y concentración en tanto que los entrenamiento se realizarán en el Centro de Entrenamiento del complejo. Praia do Forte es un circuito playero ubicado en el distrito homónimo en el municipio de Mata de São João, está distanciado cerca de 80 km de Salvador de Bahía capital del estado Bahía.

### Amistosos previos
| 5 de marzo de 2014 | Suiza         | 2:2 (2:1) | Croacia      | AFG Arena, San Galo, Suiza                              |                                                         |
|                    | Drmić 33' 41' | Reporte   | Olić 39' 54' | Asistencia: 17,200 espectadores Árbitro(s): Hugo Miguel | Asistencia: 17,200 espectadores Árbitro(s): Hugo Miguel |

| 31 de mayo de 2014 | Croacia         | 2:1 (1:0) | Malí       | Stadion Gradski vrt, Osijek, Croacia                   |                                                        |
|                    | Perišić 15' 64' | Reporte   | Diarra 79' | Asistencia: 16,000 espectadores Árbitro(s): István Vad | Asistencia: 16,000 espectadores Árbitro(s): István Vad |

| 6 de junio de 2014 | Croacia     | 1:0 (0:0) | Australia | Estádio de Pituaçu, Salvador de Bahía, Brasil |                                            |
|                    | Jelavić 58' | Reporte   |           | Árbitro(s): Francisco Carlos do Nascimento    | Árbitro(s): Francisco Carlos do Nascimento |

## Lista de Jugadores
El 14 de mayo de 2014 el entrenador de la Selección de Croacia, Niko Kovač, dio a conocer la lista provisional de 30 jugadores convocados. La nómina definitiva de 23 jugadores fue anunciada por Kovač tras la victoria en el partido amistoso ante Mali el 31 de mayo.
| #     | Nombre              | Posición       | Edad       | PJ Sel     | G          | Club             |
| ----- | ------------------- | -------------- | ---------- | ---------- | ---------- | ---------------- |
| 1     | Stipe Pletikosa     | Portero        | 35         | 111        | 0          | Rostov           |
| 2     | Šime Vrsaljko       | Defensa        | 22         | 7          | 0          | Genoa            |
| 3     | Danijel Pranjić     | Defensa        | 32         | 50         | 0          | Panathinaikos    |
| 4     | Ivan Perišić        | Centrocampista | 25         | 29         | 3          | Wolfsburgo       |
| 5     | Vedran Ćorluka      | Defensa        | 28         | 72         | 4          | Lokomotiv Moscú  |
| 6     | Dejan Lovren        | Defensa        | 24         | 25         | 2          | Southampton      |
| 7     | Ivan Rakitić        | Centrocampista | 26         | 62         | 9          | Barcelona        |
| 8     | Ognjen Vukojević    | Centrocampista | 30         | 55         | 4          | Dinamo Kiev      |
| 9     | Nikica Jelavić      | Delantero      | 28         | 33         | 6          | Hull City        |
| 10    | Luka Modrić         | Centrocampista | 28         | 75         | 8          | Real Madrid      |
| 11    | Darijo Srna         | Defensa        | 32         | 113        | 21         | Shakhtar Donetsk |
| 12    | Oliver Zelenika     | Portero        | 21         | 0          | 0          | Lokomotiva       |
| 13    | Gordon Schildenfeld | Defensa        | 29         | 21         | 0          | Panathinaikos    |
| 14    | Marcelo Brozović    | Centrocampista | 21         | 1          | 0          | Dinamo Zagreb    |
| 15    | Milan Badelj1       | Centrocampista | 25         | 9          | 1          | Hamburgo         |
| 16    | Ante Rebić          | Delantero      | 20         | 5          | 1          | Fiorentina       |
| 17    | Mario Mandžukić     | Delantero      | 28         | 50         | 13         | Bayern Múnich    |
| 18    | Ivica Olić          | Delantero      | 34         | 92         | 18         | Wolfsburgo       |
| 19    | Sammir              | Centrocampista | 27         | 6          | 0          | Getafe           |
| 20    | Mateo Kovačić       | Centrocampista | 20         | 10         | 0          | Inter de Milán   |
| 21    | Domagoj Vida        | Defensa        | 25         | 23         | 1          | Dinamo Kiev      |
| 22    | Eduardo             | Delantero      | 31         | 63         | 29         | Shakhtar Donetsk |
| 23    | Danijel Subašić     | Portero        | 29         | 6          | 0          | Mónaco           |
| D. T. | Niko Kovač          | Niko Kovač     | Niko Kovač | Niko Kovač | Niko Kovač | Niko Kovač       |

Los siguientes jugadores formaron parte de la lista preliminar de 30 que la Federación Croata de Fútbol (HNS) envió a la FIFA, pero fueron dados de baja por el entrenador Niko Kovač al momento de elaborar la lista definitiva de 23. El primer descartado fue el mediocampista Ivo Iličević debido a lesiones musculares en ambas piernas. Mientras que el 22 de mayo Ivan Strinić se convirtió en la segunda baja cuando se anunció que una lesión muscular no le permitiría llegar al mundial. El 26 de mayo un jugador más se sumó a las bajas, esta vez el mediocampista Niko Kranjčar que se lesionó jugando por su club en la final de los play-offs de ascenso de la Football League Championship inglesa. Finalmente Niko Kovač definió los últimos 4 descartes antes de anunciar la lista definitiva de 23.
El centrocampista Ivan Močinić formó parte inicialmente de la nómina definitiva de 23 pero debido a una lesión tuvo que ser dado de baja y reemplazado de último momento.
| Nombre        | Posición       | Edad | PJ Sel | G  | Club                  |
| ------------- | -------------- | ---- | ------ | -- | --------------------- |
| Ivan Strinić  | Defensa        | 26   | 32     | 0  | Dnipro Dnipropetrovsk |
| Igor Bubnjić  | Defensa        | 21   | 2      | 0  | Udinese               |
| Ivo Iličević  | Centrocampista | 27   | 8      | 1  | Hamburgo              |
| Niko Kranjčar | Centrocampista | 29   | 81     | 16 | Queens Park Rangers   |
| Mario Pašalić | Centrocampista | 19   | 0      | 0  | Hajduk Split          |
| Ivan Močinić1 | Centrocampista | 21   | 0      | 0  | Rijeka                |
| Duje Čop      | Delantero      | 24   | 0      | 0  | Dinamo Zagreb         |

## Participación

### Grupo A
| Equipo  | Pts | PJ | PG | PE | PP | GF | GC | Dif |
| ------- | --- | -- | -- | -- | -- | -- | -- | --- |
| Brasil  | 7   | 3  | 2  | 1  | 0  | 7  | 2  | 5   |
| México  | 7   | 3  | 2  | 1  | 0  | 4  | 1  | 3   |
| Croacia | 3   | 3  | 1  | 0  | 2  | 6  | 6  | 0   |
| Camerún | 0   | 3  | 0  | 0  | 3  | 1  | 9  | -8  |

| 12 de junio de 2014, 17:00 | Brasil                             | 3:1 (1:1) | Croacia            | Estadio Arena de São Paulo, São Paulo |                              |
|                            | Neymar 28', 70' (pen.) · Oscar 90' | Reporte   | Marcelo 10' (a.g.) | Árbitro(s): Yuichi Nishimura          | Árbitro(s): Yuichi Nishimura |

| 18 de junio de 2014, 15:00 | Camerún | 0:4 (0:1) | Croacia                                     | Arena Amazonia, Manaus    |                           |
|                            |         | Reporte   | Olić 10' · Perišić 47' · Mandžukić 60', 72' | Árbitro(s): Pedro Proença | Árbitro(s): Pedro Proença |

| 23 de junio de 2014, 17:00 | Croacia     | 1:3 (0:0) | México                                     | Estadio Itaipava Arena Pernambuco, Recife |                             |
|                            | Perišić 86' | Reporte   | Márquez 71' · Guardado 74' · Hernández 81' | Árbitro(s): Ravshan Irmatov               | Árbitro(s): Ravshan Irmatov |

## Estadísticas

### Participación de jugadores
| #  | Pos        | Jugador         | PJ (T/S) | Minutos Jugados | Goles recibidos | Atajos | Tarjetas Amarillas | Doble Tarjeta Amarilla y Roja | Tarjetas Rojas |
| -- | ---------- | --------------- | -------- | --------------- | --------------- | ------ | ------------------ | ----------------------------- | -------------- |
| 1  | Guardameta | Stipe Pletikosa | 3        | 270'            | -6              | 0      | 0                  | 0                             | 0              |
| 12 | Guardameta | Oliver Zelenika | 0        | 0               | 0               | 0      | 0                  | 0                             | 0              |
| 23 | Guardameta | Danijel Subašić | 0        | 0               | 0               | 0      | 0                  | 0                             | 0              |

| #  | Pos            | Jugador             | PJ (T/S) | Minutos Jugados | (P) | Asistencias | Tarjetas Amarillas | Doble Tarjeta Amarilla y Roja | Tarjetas Rojas |
| -- | -------------- | ------------------- | -------- | --------------- | --- | ----------- | ------------------ | ----------------------------- | -------------- |
| 2  | Defensa        | Šime Vrsaljko       | 2        | 148'            | 0   | 0           | 0                  | 0                             | 0              |
| 3  | Defensa        | Danijel Pranjić     | 2        | 174'            | 0   | 0           | 0                  | 0                             | 0              |
| 4  | Centrocampista | Ivan Perišić        | 3        | 258'            | 2   | 0           | 0                  | 0                             | 0              |
| 5  | Defensa        | Vedran Ćorluka      | 3        | 270'            | 0   | 0           | 1                  | 0                             | 0              |
| 6  | Defensa        | Dejan Lovren        | 3        | 270'            | 0   | 0           | 1                  | 0                             | 0              |
| 7  | Centrocampista | Ivan Rakitić        | 3        | 270'            | 0   | 0           | 1                  | 0                             | 0              |
| 8  | Centrocampista | Ognjen Vukojević    | 0        | 0               | 0   | 0           | 0                  | 0                             | 0              |
| 9  | Delantero      | Nikica Jelavić      | 2        | 94'             | 0   | 0           | 0                  | 0                             | 0              |
| 10 | Centrocampista | Luka Modrić         | 3        | 270'            | 0   | 0           | 0                  | 0                             | 0              |
| 11 | Defensa        | Darijo Srna         | 3        | 270'            | 0   | 0           | 0                  | 0                             | 0              |
| 13 | Defensa        | Gordon Schildenfeld | 0        | 0               | 0   | 0           | 0                  | 0                             | 0              |
| 14 | Centrocampista | Marcelo Brozović    | 1        | 29'             | 0   | 0           | 0                  | 0                             | 0              |
| 15 | Centrocampista | Milan Badelj        | 0        | 0               | 0   | 0           | 0                  | 0                             | 0              |
| 16 | Delantero      | Ante Rebić          | 3        | 44'             | 0   | 0           | 0                  | 0                             | 1              |
| 17 | Delantero      | Mario Mandžukić     | 2        | 180             | 2   | 0           | 0                  | 0                             | 0              |
| 18 | Delantero      | Ivica Olić          | 3        | 218'            | 1   | 0           | 0                  | 0                             | 0              |
| 19 | Centrocampista | Sammir              | 1        | 72              | 0   | 0           | 0                  | 0                             | 0              |
| 20 | Centrocampista | Mateo Kovačić       | 3        | 111'            | 0   | 0           | 0                  | 0                             | 0              |
| 21 | Defensa        | Domagoj Vida        | 0        | 0               | 0   | 0           | 0                  | 0                             | 0              |
| 22 | Delantero      | Eduardo da Silva    | 1        | 21'             | 0   | 0           | 0                  | 0                             | 0              |